# Rue Bonne Fortune
La rue Bonne Fortune est une rue piétonne du centre de Liège (Belgique).

## Situation et accès
Elle relie la rue Saint-Paul à la place Saint-Paul.
La moitié ouest de la rue jouxte l'arrière du cloître Saint-Paul. Elle est alors assez large (largeur d'environ 8 m). En dessous d'un vieux tilleul et après une légère courbe à gauche, la rue se rétrécit en direction de la rue Saint-Paul et est prolongée par la rue Sœurs-de-Hasque. Cette voirie calme bien que proche du centre animé de Liège, possède quelques hôtels particuliers mais assez peu de commerces.
Voies adjacentes
- Rue Sœurs-de-Hasque
- Rue Saint-Paul
- Place Saint-Paul

## Origine du nom
Il existe deux hypothèses à ce nom de Bonne Fortune :
1. une ancienne statue de Notre-Dame de la Bonne Fortune ou
2. une sculpture d'une roue de la Fortune qui était placée sur une façade.

## Historique
Auparavant, la voirie s'appelait « rue Derrière Saint-Paul », faisant référence à sa situation par rapport à la cathédrale Saint-Paul et plus particulièrement par rapport au cloître abritant le trésor de la cathédrale et bordant la rue.
Cette ancienne rue plate est aménagée en zone piétonne dans les années 1970. 

## Bâtiments remarquables et lieux de mémoire
- Le cloître de la cathédrale Saint-Paul et son trésor de la cathédrale dont l'accès du musée se situe au no 6 la rue.
- L'hôtel de Woot de Tinlot se situe au no 13. Reconstruit au XVIIIe siècle et restauré par l'architecte Charles Vandenhove en 2000, le bâtiment est classé depuis le 27 février 1978[1],[2].
- Deux autres hôtels particuliers se trouvent aux nos 9/11 et 17[3]. Au no 9/11, le corps de logis situé au fond d'une cour pavée date sans doute du XVIIe siècle. C'est de cette cour qu'un vieux tilleul a pris racine, ombrageant une partie de la voirie[4]. Le bâtiment et le tilleul sont classés depuis 1983.
- La rue est classée en tant que site urbain depuis le 19 avril 1977[5].

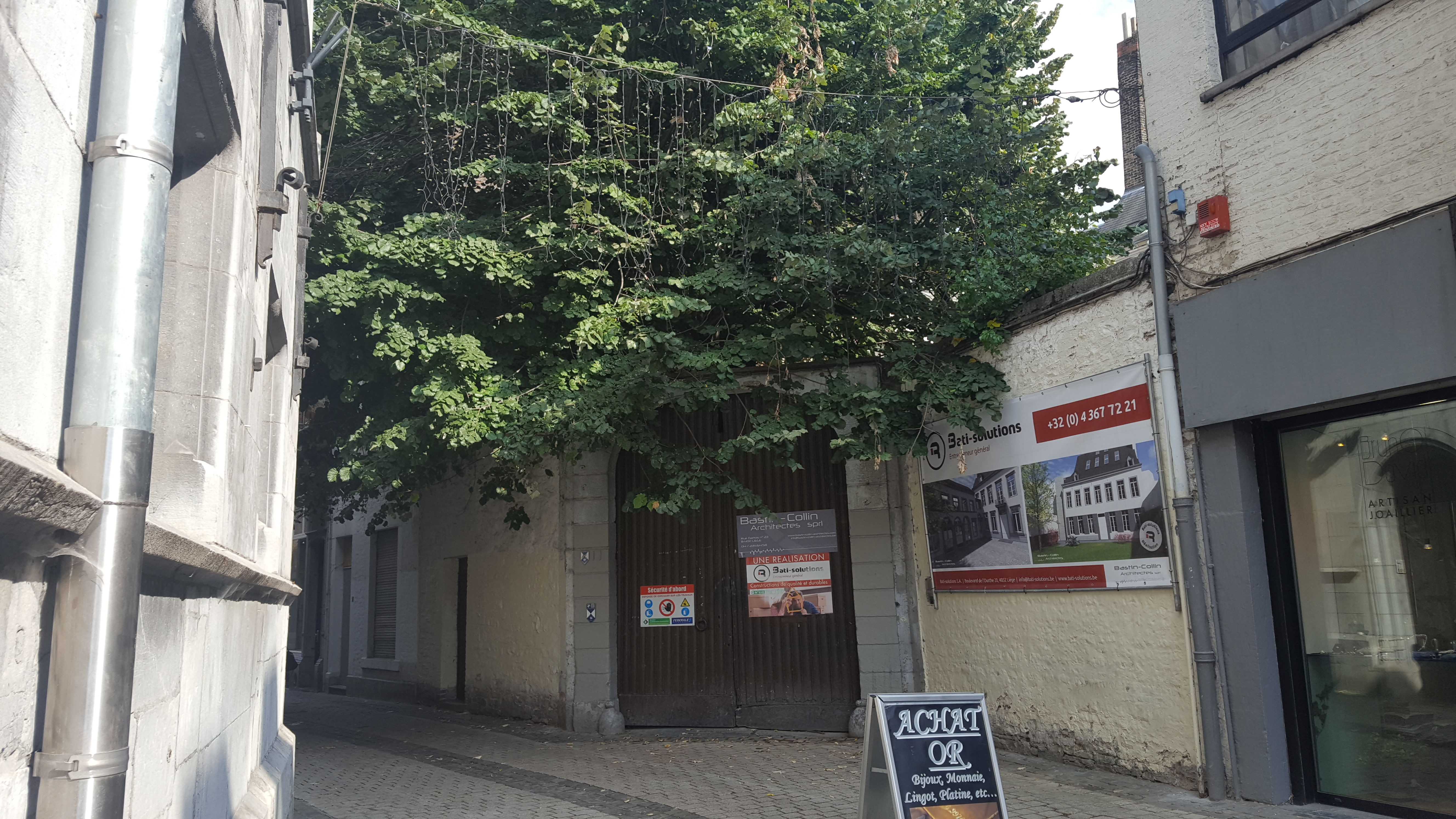
Le tilleul de la rue Bonne Fortune

### Source et bibliographie
- Yannik Delairesse et Michel Elsdorf, Le nouveau livre des rues de Liège, Liège, Noir Dessin Production, 2008, 512 p. (ISBN 978-2-87351-143-2 et 2-87351-143-5, présentation en ligne), page 187
- (en) Geert Bekaert, Bonne Fortune : architecte Charles Vandenhove, Paris, Regard, 10 juillet 2002, 82 p. (ISBN 2-84105-152-8, EAN 9782841051526, OCLC 53076785)